# Club Sport Venezuela
O Club Sport Venezuela  é  uma agremiação poliesportiva paraguaia,da cidade de Assunção, com destaque para  de voleibol indoor masculino que conquistou quarto lugar no Campeonato Sul-Americano de Clubes de 1981 e na variante feminina nos anos de 2011 e 2012. 

## Histórico
Em 1981, o naipe masculino foi semifinalista do Campeonato Sul-Americano de Clubes em Santo André, alcançando o quinto lugar na edição de 1987 em La Paz e oitavo no ano de 1992 na edição sediada em São Paulo e conquistou os títulos nacionais de 1980 e 2002, também em 2005
Nos anos de 2011 e 2012, o time feminino disputou o Campeonato Sul-Americano de Clubes, ambos sediados em Osasco, terminando na quarta posição nas duas edições, no elenco de 2011, estavam Gloria Villanueva, Yghirda Sanabria, Gladys Mayeregger, Lorena Adorno, Carmen Irala , Sonia Riquelme, Elodia Patifio (líbero) e Neile Sanabria, sob o comando do técnico de Nicolás Sanabria, conquistaram o título nacional, sendo o décimo do clube, em 2015 foi vice-campeãs nacionais

## Voleibol masculino

### Títulos conquistados
- Campeonato Paraguaio:
- Campeão: 1980, 2002, 2005

- Campeonato Sul-Americano:
- Quarto lugar: 1981

## Voleibol feminino

### Títulos conquistados
- Campeonato Paraguaio:
- Campeão: 2008[8], 2011
- Vice-campeão: 2015
- Campeonato Sul-Americano:
- Quarto lugar: 2011, 2012